# چاپارل (مجموعه تلویزیونی)
چاپارل (به انگلیسی: The High Chaparral) یکی از مجموعه‌های تلویزیونی آمریکایی در ژانر وسترن است. این مجموعه تلویزیونی توسط شبکه ان‌بی‌سی آمریکا طی سال‌های ۱۹۶۷ تا ۱۹۷۱ پخش می‌شد. سازندهٔ مجموعه دیوید دورترت بود که پیش از آن هم مجموعه تلویزیونی بونانزا را برای این شبکه ساخته بود.

## داستان
این مجموعه تلویزیونی داستان زندگی مردی به نام «جان کنن» است. رویدادها بر مدار زندگی او و خانواده‌اش در مزرعه‌ای به نام «چاپارل» در آریزونای دههٔ ۱۸۷۰ میلادی دور می‌زند. جان کنن با کمک برادرش «باک» و پسر جوانش «بیلی بلو بوی» این مزرعه را مدیریت و اداره می‌کنند. «آنالی» همسر نخست جان و مادر بلو در نخستین اپیزود این مجموعه تلویزیونی به‌وسیلهٔ تیری که از کمان یک سرخ‌پوست رها شده بود جان خود را از دست می‌دهد و جان کنن را بر آن می‌دارد که در راستای سامان‌بخشیدنِ دگربار به زندگی‌اش با دختری به نام «ویکتوریا» فرزند «دُن سباستین مونتویا»، یکی از قدرتمندترین مردان غرب، ازدواج کند. با این ازدواج، راه برای ورود «مانولیتو مونتویا»، برادر ویکتوریا، به مزرعهٔ چاپارل باز می‌شود. کاراکتر خندان و دوست‌داشتنی مانولیتو سبب‌ساز پذیرش بیشتر وی در جمع خانوادهٔ بزرگ کنن شده و او خیلی زود بر آن می‌شود که در چاپارل با خواهر خود ویکتوریا و خانوادهٔ کنن زندگی را ادامه دهد.